# White Noise 2: The Light
White Noise 2: The Light, titulada Luces del más allá en Hispanoamérica y White Noise 2: la luz en España, es un filme de suspense del 2007, dirigido por Patrick Lussier y escrito por Matt Venne. El filme es protagonizado por Nathan Fillion y Katee Sackhoff en los papeles principales. Es una secuela del filme de 2005 White Noise, dirigida por Geoffrey Sax.

## Argumento
Tras atestiguar el asesinato de su esposa e hijo a manos de Henry Caine (Craig Fairbrass), quien posteriormente intenta suicidarse, Abe Dale (Nathan Fillion) queda tan angustiado que intenta quitarse la vida. Esta experiencia cercana a la muerte deja a Abe con la habilidad de identificar a aquellos que están a punto de morir. Sobre la base de estas premoniciones el actúa para salvar a tres personas de la muerte, entre ellas una enfermera que conoce durante su recuperación, Sherry Clarke (Katee Sackhoff).
Poco después, Abe averigua que Henry, antes de asesinar a su familia, les había salvado la vida. 
Buscando saber más sobre Henry, Abe visita su casa solo para descubrir que Henry también había sobrevivido a su intento de suicidio. Tras más indagaciones, Abe descubre el fenómeno llamado "Tria Mera", el Tercer Día, cuando Cristo resucitó de entre los muertos. Además, en el tercer día el Diablo posee a los mortales que engañaron a la muerte. Abe concluye que tres días tras salvar sus vidas, aquellos que salvó serán poseídos por el Diablo y obligados a matar a otros. Asumiendo su responsabilidad, Abe acepta la horrible posibilidad de verse forzado a matar para prevenir más tragedias. 

## Elenco
- Nathan Fillion como Abe Dale.
- Katee Sackhoff como Sherry Clarke.
- Craig Fairbrass como Henry Caine.
- Adrian Holmes como Marty Bloom.
- Cory Monteith como chico adolescente
- Kendall Cross como Rebecca Dale.
- Teryl Rothery como Julia Caine.
- William MacDonald como el doctor Karras.
- Josh Ballard como Danny Dale.
- David Milchard como Kurt.
- Tegan Moss como Liz.
- Chris Shields como el padre Nathan.
- David Orth como el doctor Serling.

## Estreno
El filme se estrenó en cines en los Estados Unidos el 8 de enero de 2008

## Banda sonora
En el filme, Abe presencia un concierto de niños que incluye la canción "The Spirit of Radio" de la banda Rush, adaptado por Terry Frewer un compositor de Vancouver e interpretado por el Vancouver Bach Children's Chorus (El Coro de Niños de Vancouver Bach). Entre los solistas de esta interpretación están Madeline Busby y Olivia Curth.

## Recaudación de taquilla
White Noise: The Light recaudó 8,24 millones de dólares a nivel internacional al 27 de enero de 2008.

## Recepción de la crítica especializada
A noviembre de 2010 el sitio web de críticas Rotten Tomatoes reportó que el 86% de los críticos le dieron al filme puntuaciones positivas con un promedio de  5.9 de 10 basado en siete análisis.